# Roxy Music
Roxy Music este o formație engleză de art rock formată în 1971 de absolventul unei școli de arte pe nume Bryan Ferry care a devenit și vocalistul și principalul textier al formației. Ceilalți membri ai grupului sunt Phil Manzanera, Andy Mackay și Paul Thompson. Printre foștii membri se numără Brian Eno și cel care l-a înlocuit pe acesta, Eddie Jobson. Deși trupa s-a destrămat în 1983, membrii acesteia s-au reunit pentru un concert în 2001, anunțând totodată că înregistrează un nou album ce va apărea la o dată încă nestabilită.
Roxy Music au avut un mare succes atât critic cât și comercial în Regatul Unit și Europa în anii '70 și la începutul anilor '80, începând chiar cu albumul lor de debut Roxy Music (1972) care a intrat și în Top 10. Formația a constituit o influență semnificativă pentru muzica punk timpurie din Anglia, fiind de asemenea influentă pentru multe grupuri New Wave sau electronic experimentale de la începutul anilor '80. Ferry și membrul co-fondator Eno au avut de asemenea cariere solo foarte influente, ultimul devenind unul dintre cei mai importanți producători muzicali ai celei de-a doua jumătăți a secolului 20 colaborând cu artiști ca David Bowie, Devo, Talking Heads, U2 și Coldplay. Revista Rolling Stone a clasat trupa Roxy Music pe locul 98 în topul "Nemuritorii - Cei mai mari 100 de artiști ai tuturor timpurilor".

## Discografie

### Albume de studio
- Roxy Music (16 iunie 1972)
- For Your Pleasure (23 martie 1973)
- Stranded (1 noiembrie 1973)
- Country Life (15 noiembrie 1974)
- Siren (24 octombrie 1975)
- Manifesto (1 martie 1979)
- Flesh and Blood (iunie 1980)
- Avalon (mai 1982)

### Albume live
- Viva! (august 1976)
- The High Road (martie 1983)
- Heart Still Beating (30 octombrie 1990)
- Concert Classics (15 iunie 1998)
- Valentine (aprilie 2000)
- Concerto (12 iunie 2001)
- Vintage (23 octombrie 2001)
- Ladytron (30 iulie 2002)
- Reflection (2002)
- Roxy Music Live (3 iunie 2003)

### Compilații
- Greatest Hits (noiembrie 1977)
- The First Seven Albums (decembrie 1981)
- The Atlantic Years 1973-1980 (noiembrie 1983)
- Street Life: 20 Great Hits (1986)
- The Ultimate Collection (1988)
- The Early Years (1989)
- The Later Years (1989)
- The Thrill of It All (20 noiembrie 1995)
- More Than This (noiembrie 1995)
- The Best of Roxy Music (19 iunie 2001)
- The Platinum Collection (24 august 2004)

### DVD-uri
- Live at The Apollo (2001)
- Inside Roxy Music 1972-1974 (2005)

## Membrii
- Bryan Ferry (n. 1945) - voce, claviaturi (1971-1983; 2001-prez.)
- Phil Manzanera (n. 1951) - chitară (1972-1983; 2001-prez.)
- Andy Mackay (n. 1946) - saxofon, oboi (1971-1983; 2001-prez.)
- Paul Thompson (n. 1951) - tobe (1971-1980; 2001-prez.)
- Brian Eno (n. 1948) - sintetizator (1971-1973)
- Eddie Jobson (n. 1955) - sintetizator, vioară (1973-1976)
- Graham Simpson (n. 1943) - bas (1971-1972)